# Lista monumentelor istorice din județul Sibiu - N

Simbol pentru monumentele istorice

Lista monumentelor istorice din județul Sibiu - N cuprinde monumentele istorice înscrise în Patrimoniul cultural național al României și aflate în localități ce încep cu litera N din județul Sibiu.
Lista completă este menținută și actualizată periodic de către Ministerul Culturii, Cultelor și Patrimoniului Național din România, prin intermediul Institutului Național al Patrimoniului, ultima versiune datând din 2015. Această listă cuprinde și actualizările ulterioare, realizate prin ordin al ministrului culturii.
| Cod LMI                          | Denumire                                            | Localitate                    | Localizare                              | Datare, Creatori                                                 | Imagine               | Erori             |
| -------------------------------- | --------------------------------------------------- | ----------------------------- | --------------------------------------- | ---------------------------------------------------------------- | --------------------- | ----------------- |
| SB-II-a-A-12476                  | Ansamblul bisericii evanghelice fortificate         | sat Nemșa; comuna Moșna       | 199 46.08592°N 24.44389°E               | sf. sec. XIV-sec. XIX                                            | Alte imagini          | Raportează eroare |
| SB-II-m-A-12476.01               | Biserica evanghelică                                | sat Nemșa; comuna Moșna       | 199                                     | sf. sec. XIV-înc. sec. XV,1798                                   |                       | Raportează eroare |
| SB-II-m-A-12476.02               | Incintă fortificată                                 | sat Nemșa; comuna Moșna       | 199                                     | înc. sec. XVI,1869 (turn)                                        |                       | Raportează eroare |
| SB-II-m-B-20923.04               | Halta Netuș                                         | sat Netuș; comuna Iacobeni    | La km. 31+500                           | 1898 - 1910                                                      | Încarcă foto \| video | Raportează eroare |
| SB-II-a-A-12477                  | Ansamblul bisericii evanghelice fortificate         | sat Netuș; comuna Iacobeni    | 42                                      | sec. XV - XIX                                                    | Alte imagini          | Raportează eroare |
| SB-II-m-A-12477.01               | Biserica evanghelică fortificată                    | sat Netuș; comuna Iacobeni    | 42                                      | sec. XV - XVI, (1504 - boltă, 1505-1506 - turn), 1860 (cor vest) |                       | Raportează eroare |
| SB-II-m-A-12477.02               | Incintă fortificată (fragment), cu turnul de poartă | sat Netuș; comuna Iacobeni    | 42                                      | sec. XVI                                                         |                       | Raportează eroare |
| SB-II-m-B-20923.32               | Linie ferată îngustă                                | sat Nocrich; comuna Nocrich   | Între km 69+924-73+193                  | 1898 - 1910                                                      | Încarcă foto \| video | Raportează eroare |
| SB-II-m-B-20923.33               | Podeț de beton cu parapet de protecție 18,1 m       | sat Nocrich; comuna Nocrich   | La km 69+998                            | 1898 - 1910                                                      | Încarcă foto \| video | Raportează eroare |
| SB-II-m-B-20923.34               | Stație Nocrich (gară, revizor, district canton)     | sat Nocrich; comuna Nocrich   | La km 71+804                            | 1898 - 1910                                                      | Încarcă foto \| video | Raportează eroare |
| SB-II-m-B-20923.35               | Podeț metalic 8,3 m                                 | sat Nocrich; comuna Nocrich   | La km 71+970                            | 1898 - 1910                                                      | Încarcă foto \| video | Raportează eroare |
| SB-II-m-B-12479                  | Casa familiei Brukenthal (Casa Samuel Brukenthal)   | sat Nocrich; comuna Nocrich   | 94 45.89538°N 24.45485°E                | sec. XVIII                                                       | Alte imagini          | Raportează eroare |
| SB-II-a-B-12480 (RAN: 145159.02) | Ansamblul bisericii evanghelice fortificate         | sat Nocrich; comuna Nocrich   | 158 45.89583°N 24.45472°E               | sec. XV - înc. sec. XIX                                          | Alte imagini          | Raportează eroare |
| SB-II-m-B-12480.01               | Biserica evanghelică                                | sat Nocrich; comuna Nocrich   | 158                                     | 1803 - 1806                                                      |                       | Raportează eroare |
| SB-II-m-B-12480.02               | Incintă fortificată (fragment)                      | sat Nocrich; comuna Nocrich   | 158                                     | sec. XV - XVII                                                   |                       | Raportează eroare |
| SB-II-m-B-12481                  | Casa parohială evanghelică                          | sat Nocrich; comuna Nocrich   | 208 45.89605°N 24.45432°E               | 1796 - 1798                                                      |                       | Raportează eroare |
| SB-II-m-B-12482                  | Biserica „Sfântul Vasile”                           | sat Nocrich; comuna Nocrich   | 253                                     | 1832                                                             | Alte imagini          | Raportează eroare |
| SB-II-m-B-12483                  | Casă                                                | sat Nocrich; comuna Nocrich   | 321                                     | 1870                                                             | Încarcă foto \| video | Raportează eroare |
| SB-II-m-B-12478                  | Biserica de lemn „Sfinții Apostoli Petru și Pavel”  | sat Noiștat; comuna Iacobeni  | f. n. 46.05319°N 24.79742°E             | sec. XIX                                                         |                       | Raportează eroare |
| SB-II-a-B-12484                  | Ansamblul bisericii evanghelice fortificate         | sat Noiștat; comuna Iacobeni  | 19                                      | sec. XIV - XIX                                                   |                       | Raportează eroare |
| SB-II-m-B-12484.01               | Biserica evanghelică                                | sat Noiștat; comuna Iacobeni  | 19                                      | sec. XIV (turn), cca. 1510, 1856 - 1858 (nava)                   | Încarcă foto \| video | Raportează eroare |
| SB-II-m-B-12484.02               | Incintă fortificată (fragment)                      | sat Noiștat; comuna Iacobeni  | 19                                      | sec. XV                                                          | Încarcă foto \| video | Raportează eroare |
| SB-II-a-B-12485                  | Ansamblul bisericii evanghelice                     | sat Nou Săsesc; comuna Laslea | 208 46.11333°N 24.60472°E               | sec. XIV - prima jum. asec. XIX                                  | Alte imagini          | Raportează eroare |
| SB-II-m-B-12485.01               | Biserica evanghelică                                | sat Nou Săsesc; comuna Laslea | 208                                     | sf. sec. XIV-sec. XV                                             | Încarcă foto \| video | Raportează eroare |
| SB-II-m-B-12485.02               | Turn-clopotniță                                     | sat Nou Săsesc; comuna Laslea | 208                                     | 1828 - 1832                                                      | Încarcă foto \| video | Raportează eroare |
| SB-II-m-B-12486                  | Biserica „Sf. Nicolae” - Din Cimitir                | sat Nou Săsesc; comuna Laslea | Str. Bisericii 65, în cimitirul ortodox | 1806                                                             | Încarcă foto \| video | Raportează eroare |
| SB-II-a-A-12487                  | Ansamblul bisericii evanghelice fortificate         | sat Nou; comuna Roșia         | 4 45.82595°N 24.28182°E                 | mijl. sec. XIII-sec. XVI                                         | Alte imagini          | Raportează eroare |
| SB-II-m-A-12487.01               | Biserica evanghelică                                | sat Nou; comuna Roșia         | 4                                       | mijl. sec. XIII,1520 - 1525                                      |                       | Raportează eroare |
| SB-II-m-A-12487.02               | Incintă fortificată (fragment), cu turn de poartă   | sat Nou; comuna Roșia         | 4                                       | sec. XVI                                                         |                       | Raportează eroare |